# Rhyacophila urgl
Rhyacophila urgl är en nattsländeart som beskrevs av Malicky och Lounaci 1987. Rhyacophila urgl ingår i släktet Rhyacophila och familjen rovnattsländor. Inga underarter finns listade i Catalogue of Life.